# Rubus peii
Rubus peii är en rosväxtart som beskrevs av Ru Huai Miao. Rubus peii ingår i släktet rubusar, och familjen rosväxter. Inga underarter finns listade i Catalogue of Life.